# Oophaga occultator
Espèce
Synonymes
- Dendrobates occultator Myers & Daly, 1976

Statut de conservation UICN

 CR  : 
En danger critique
Statut CITES
Oophaga occultator est une espèce d'amphibiens de la famille des Dendrobatidae.

## Répartition et habitat
Cette espèce est endémique du département de Cauca en Colombie. Elle se rencontre sur le versant ouest de la cordillère Occidentale entre 50 et 200 m d'altitude.
Elle vit dans la forêt tropicale humide.

## Description
Les mâles mesurent de 24,4 à 27,1 mm et les femelles de 26,1 à 26,8 mm.

## Publication originale
- Myers & Daly, 1976 : Preliminary evaluation of skin toxins and vocalization in taxonomic and evolutionary studies of Poison-Dart Frogs (Dendrobatidae). Bulletin of American Museum of Natural History, vol. 157, p. 173–262 (texte intégral).